# Горња Лешница
Горња Лешница (мкд. Горна Лешница) је насеље у Северној Македонији, у северном делу државе. Горња Лешница припада општине Желино.

## Географија
Насеље Горња Лешница је смештено у северном делу Северне Македоније. Од најближег већег града, Тетова, насеље је удаљено 15 km источно.
Горња Лешница се налази у доњем делу историјске области Полог. Насеље је положено на северним падинама Суве горе, која се пар километара северније спушта у Полошку котлину. Надморска висина насеља је приближно 760 метара.
Клима у насељу је планинска због знатне надморске висине.

## Становништво
Горња Лешница је према последњем попису из 2002. године имала 189 становника.
Претежно становништво у насељу су Албанци (99%).
Већинска вероисповест је ислам.